# Тяжёлая атлетика на летней Спартакиаде народов СССР 1979
Соревнования по тяжёлой атлетике на VII летней Спартакиаде народов СССР прошли с 25 июля по 3 августа 1979 года во Дворце спорта «Юбилейный» в Ленинграде. В них приняли участие 227 спортсменов. Помимо представителей команд 15 республик СССР, Москвы и Ленинграда в розыгрыше медалей Спартакиады участвовали зарубежные атлеты из 15 стран. Параллельно был проведён также 54-й чемпионат СССР, за медали которого боролись только советские атлеты.

## Медалисты
| Категория    | Золото                           | Золото                 | Серебро                        | Серебро                | Бронза                           | Бронза                 |
| До 52 кг     | Хан Гён Си КНДР                  | 242,5 кг (107,5 + 135) | Александр Воронин РСФСР        | 240 кг (107,5 + 132,5) | Александр Сеньшин Украинская ССР | 235 кг (97,5 + 137,5)  |
| До 56 кг     | Виктор Веретенников РСФСР        | 262,5 кг (112,5 + 150) | Самвел Мурадян Армянская ССР   | 257,5 кг (110 + 147,5) | Олег Караяниди Москва            | 255 кг (112,5 + 142,5) |
| До 60 кг     | Николай Колесников РСФСР         | 282,5 кг (125 + 157,5) | Виктор Мазин Казахская ССР     | 282,5 кг (125 + 157,5) | Виктор Лавренюк Украинская ССР   | 280 кг (122,5 + 157,5) |
| До 67,5 кг   | Валентин Тодоров Болгария        | 322,5 кг (137,5 + 185) | Вячеслав Андреев Казахская ССР | 312,5 кг (132,5 + 180) | Сергей Певзнер РСФСР             | 310 кг (135 + 175)     |
| До 75 кг     | Валерий Смирнов Ленинград        | 335 кг (147,5 + 187,5) | Вардан Милитосян Армянская ССР | 332,5 кг (142,5 + 190) | Захари Тодоров Болгария          | 332,5 кг (145 + 187,5) |
| До 82,5 кг   | Юрий Варданян Армянская ССР      | 390 кг (175 + 215)     | Валерий Талаев РСФСР           | 355 кг (157,5 + 197,5) | Игорь Григорьев Ленинград        | 355 кг (157,5 + 197,5) |
| До 90 кг     | Валерий Шарий Белорусская ССР    | 380 кг (175 + 205)     | Геннадий Бессонов РСФСР        | 377,5 кг (167,5 + 210) | Виктор Жгун Узбекская ССР        | 367,5 кг (160 + 207,5) |
| До 100 кг    | Павел Сырчин РСФСР               | 395 кг (172,5 + 222,5) | Валерий Кравчук Украинская ССР | 392,5 кг (172,5 + 220) | Сергей Кулаков РСФСР             | 390 кг (175 + 215)     |
| До 110 кг    | Леонид Тараненко Белорусская ССР | 410 кг (177,5 + 232,5) | Сергей Аракелов РСФСР          | 407,5 кг (182,5 + 225) | Юрий Зайцев Украинская ССР       | 395 кг (172,5 + 222,5) |
| Свыше 110 кг | Султан Рахманов Украинская ССР   | 420 кг (185 + 235)     | Асланбек Еналдиев РСФСР        | 410 кг (177,5 + 232,5) | Евгений Попов Болгария           | 407,5 кг (180 + 227,5) |